# ヘルシリア
ヘルシリア（Hersilia）は、ローマ神話に登場する王政ローマ初代王ロムルスの妻。

## 概要
紀元前753年8月に行なわれたとされるサビニ女性の略奪でローマに略奪された女性のうち唯一の既婚女性であった。
ヘルシリアは略奪ののちロムルスの妻となったとする説が一般的だが、ホスティウス・ホスティリウスの妻になったとする説もある。ホスティリウスの妻となったとする伝承では、第3代のローマ王トゥッルス・ホスティリウスはホスティリウスとヘルシリアの孫であるとされる。
サビニ女性の略奪に対し、その被害を受けた諸勢力はローマに戦争を挑んだ。しかし、すぐに戦争を仕掛けたカエニナ、アンテムナエ、クルストゥメリウムなどの都市はローマによって各個撃破された。このときヘルシリアは、略奪された女性たちの懇願を受け、ロムルスに対して敗れた女性たちの家族をローマに受け入れるよう要請した。ロムルスはその要望を聞き入れた。
略奪の被害を受けたうち最も強力であったサビニ人は、クレスの王ティトゥス・タティウスによって率いられ、他の勢力とは異なり準備を重ね戦争を仕掛けた。その結果ローマは、タルペーイアの裏切りなどもありカピトリウムを失い、パラティウムを残すのみとなった。
カピトリウムに布陣したサビニ人とパラティウムのローマ人との戦いは、2つの丘の間にある後のフォルム・ロマヌムの辺りで行なわれた。この戦いは激戦で、ローマの指揮官として前線で戦っていたホスティウス・ホスティリウスも命を落としている。しかしこの戦いは、略奪された女性たちが突如両軍の間に入ったことによって停戦を迎える。父と夫との間の戦いを止めるよう訴えた女性たちの懇願を受けて両軍は和解し、一つの市民となることを誓った。
その後のローマはティトゥス・タティウスをもう一人の王としてを迎えるも、間もなくタティウスは殺害され、その後はロムルス一人が王として支配した。ヘルシリアはロムルスとの間に、娘プリマと息子アオッリウス（アウィッリウス）をもうけたという。
紀元前715年（または紀元前716年）7月7日にロムルスは死ぬと、クィリヌスとして神になったとされる。オウィディウスの『変身物語』によるとユノから使わされたイリスに導かれ、ヘルシリアもまたクィリナリスで女神ホラとなり、天上でクィリヌスの妻になったという。
ヘルシリアの名前をもつ小惑星もある。